# Coppa Spengler 2013
L'87ª edizione della Coppa Spengler si è svolta dal 26 dicembre al 31 dicembre 2013 alla Vaillant Arena di Davos, in Svizzera.
Il torneo ha coinvolto per la quarta volta sei formazioni suddivise in due gruppi da tre ciascuno intitolati a Bibi Torriani ed Hans Cattini. Oltre ai padroni di casa dell'Hockey Club Davos è presente un'altra formazione svizzera, il Genève-Servette. Dopo la prima e unica partecipazione nel 1996 ritornò alla Coppa Spengler la franchigia statunitense  dei Rochester Americans, militante nella American Hockey League. Dopo ventuno anni ritornò anche il CSKA Mosca, squadra vincitrice dell'edizione del 1991. Nella fase preliminare le prime di ciascun gruppo si qualificano per le semifinali, mentre le altre squadre si affrontano nei quarti di finale.
La competizione è stata vinta dal Ginevra-Servette in finale contro il CSKA Mosca con il punteggio di 5-3. Per la squadra romanda si è trattato del primo successo, giunto alla seconda partecipazione assoluta al trofeo.

## Squadre

### Gruppo Torriani
CSKA Mosca
  Ginevra-Servette
  Rochester Americans

### Gruppo Cattini
Davos (ospitante)
  Vítkovice Steel
 Team Canada

## Fase a gruppi

### Gruppo Torriani
| Davos 26 dicembre 2013, ore 15:00 UTC+1                         | Genève-Servette | 5 – 0 (1-0; 1-0; 3-0) referto | Rochester Americans | Vaillant Arena (5.865 spett.) |
| Daugaviņš 12' Lombardi 39' , 46' Simek 47' Almond 57' Marcatori |                 |                               |                     |                               |
|                                                                 |                 |                               |                     |                               |
| Daugaviņš 12' Lombardi 39', 46' Simek 47' Almond 57'            | Marcatori       |                               |                     |                               |

| Davos 27 dicembre 2013, ore 15:00 UTC+1                                             | CSKA Mosca | 4 – 3 (1-1; 1-1; 2-1) referto | Rochester Americans | Vaillant Arena (6.303 spett.) |
| Grigorenko 16' , 55' Radulov 24' Prochorkin 49' Marcatori 20' Varone 21' , 60' Adam |            |                               |                     |                               |
|                                                                                     |            |                               |                     |                               |
| Grigorenko 16', 55' Radulov 24' Prochorkin 49'                                      | Marcatori  | 20' Varone 21', 60' Adam      |                     |                               |

| Davos 28 dicembre 2013, ore 15:00 UTC+1                                                   | Genève-Servette | 4 – 3 (d.t.s.) (1-1; 1-2; 1-0) referto | CSKA Mosca | Vaillant Arena (6.303 spett.) |
| Hollenstein 9' Daugaviņš 35' , 62' Picard 57' Marcatori 3' Frolov 21' Radulov 60' Fëdorov |                 |                                        |            |                               |
|                                                                                           |                 |                                        |            |                               |
| Hollenstein 9' Daugaviņš 35', 62' Picard 57'                                              | Marcatori       | 3' Frolov 21' Radulov 60' Fëdorov      |            |                               |

| Pos. |                     | PG | V | VOT | POT | P | GF | GS | DR | Pt |
| 1.   | Ginevra-Servette    | 2  | 1 | 1   | 0   | 0 | 9  | 3  | +6 | 5  |
| 2.   | CSKA Mosca          | 2  | 1 | 0   | 1   | 0 | 7  | 7  | 0  | 4  |
| 3.   | Rochester Americans | 2  | 0 | 0   | 0   | 2 | 3  | 9  | -6 | 0  |

### Gruppo Cattini
| Davos 26 dicembre 2013, ore 20:15 UTC+1                                                                          | Team Canada | 5 – 4 (2-2; 1-2; 2-0) referto               | Vítkovice Steel | Vaillant Arena (6.076 spett.) |
| Bolduc 3' Metropolit 10' DuPont 34' Ritchie 49' Walser 54' Marcatori 5' Kucsera 18' Stehlík 49' Huna 34' Húževka |             |                                             |                 |                               |
| |             |                                             |                 |                               |
| Bolduc 3' Metropolit 10' DuPont 34' Ritchie 49' Walser 54'                                                       | Marcatori   | 5' Kucsera 18' Stehlík 49' Huna 34' Húževka |                 |                               |

| Davos 27 dicembre 2013, ore 20:15 UTC+1                                      | Davos     | 5 – 1 (2-0; 2-0; 1-1) referto | Vítkovice Steel | Vaillant Arena (6.303 spett.) |
| Forster 3' Wieser 4' Back 23' Hofmann 27' Koistinen 44' Marcatori 45' Szturc |           |                               |                 |                               |
|                                                                              |           |                               |                 |                               |
| Forster 3' Wieser 4' Back 23' Hofmann 27' Koistinen 44'                      | Marcatori | 45' Szturc                    |                 |                               |

| Davos 28 dicembre 2013, ore 20:15 UTC+1                                | Team Canada | 2 – 3 (0-0; 0-2; 2-1) referto          | Davos | Vaillant Arena (6.303 spett.) |
| Haydar 45' Noreau 59' Marcatori 28' Paulsson 32' Guggisberg 58' Ambühl |             |                                        |       |                               |
|                                                                        |             |                                        |       |                               |
| Haydar 45' Noreau 59'                                                  | Marcatori   | 28' Paulsson 32' Guggisberg 58' Ambühl |       |                               |

| Pos. |                 | PG | V | VOT | POT | P | GF | GS | DR | Pt |
| 1.   | Davos           | 2  | 2 | 0   | 0   | 0 | 8  | 3  | +5 | 6  |
| 2.   | Team Canada     | 2  | 1 | 0   | 0   | 1 | 7  | 7  | 0  | 3  |
| 3.   | Vítkovice Steel | 2  | 0 | 0   | 0   | 2 | 5  | 10 | -5 | 0  |

## Fase a eliminazione diretta
|  | Quarti di finale | Quarti di finale    | Quarti di finale |                  |            | Semifinali | Semifinali | Semifinali |  |  | Finale | Finale | Finale |  |
|  |                  |                     |                  |                  |            |            |            |            |  |  |        |        |        |  |
|  |                  |                     |                  |                  |            | C1         | Davos      | 4          |  |  |        |        |        |  |
|  |                  |                     |                  |                  |            | C1         | Davos      | 4          |  |  |        |        |        |  |
|  |                  |                     |                  | CSKA Mosca       | 5          |            |            |            |  |  |        |        |        |  |
|  | T2               | CSKA Mosca          | 3                | CSKA Mosca       | 5          |            |            |            |  |  |        |        |        |  |
|  | T2               | CSKA Mosca          | 3                |                  |            |            |            |            |  |  |        |        |        |  |
|  | C3               | Vítkovice Steel     | 2                |                  |            |            |            |            |  |  |        |        |        |  |
|  | C3               | Vítkovice Steel     | 2                |                  | CSKA Mosca | CSKA Mosca | 3          |            |  |  |        |        |        |  |
|  |                  |                     |                  |                  |            |            |            |            |  |  |        |        |        |  |
|  |                  |                     | Ginevra-Servette | Ginevra-Servette | 5          |            |            |            |  |  |        |        |        |  |
|  |                  |                     |                  | Ginevra-Servette | 5          |            |            |            |  |  |        |        |        |  |
|  |                  |                     |                  |                  |            |            |            |            |  |  |        |        |        |  |
|  |                  |                     |                  |                  |            |            |            |            |  |  |        |        |        |  |
|  |                  | T1                  | Ginevra-Servette | 6                |            |            |            |            |  |  |        |        |        |  |
|  |                  |                     |                  | 6                |            |            |            |            |  |  |        |        |        |  |
|  |                  |                     |                  | Team Canada      | 5          |            |            |            |  |  |        |        |        |  |
|  | C2               | Team Canada         | 6                | Team Canada      | 5          |            |            |            |  |  |        |        |        |  |
|  | C2               | Team Canada         | 6                |                  |            |            |            |            |  |  |        |        |        |  |
|  | T3               | Rochester Americans | 3                |                  |            |            |            |            |  |  |        |        |        |  |

### Quarti di finale
| Davos 29 dicembre 2013, ore 15:00 UTC+1                              | CSKA Mosca | 3 – 2 (d.t.s.) (0-0; 2-2; 0-0) referto | Vítkovice Steel | Vaillant Arena (6.303 spett.) |
| Zajnullin 30' Žarkov 40' Rylov 61' Marcatori 25' Stehlík 26' Svačina |            |                                        |                 |                               |
|                                                                      |            |                                        |                 |                               |
| Zajnullin 30' Žarkov 40' Rylov 61'                                   | Marcatori  | 25' Stehlík 26' Svačina                |                 |                               |

| Davos 29 dicembre 2013, ore 20:15 UTC+1                                                                     | Team Canada | 6 – 3 (3-0; 1-3; 2-0) referto         | Rochester Americans | Vaillant Arena (6.303 spett.) |
| Ritchie 8' , 51' Micflikier 16' , 19' Walser 27' Giroux 60' Marcatori 22' Hutchings 27' Catenacci 34' Armia |             |                                       |                     |                               |
| |             |                                       |                     |                               |
| Ritchie 8', 51' Micflikier 16', 19' Walser 27' Giroux 60'                                                   | Marcatori   | 22' Hutchings 27' Catenacci 34' Armia |                     |                               |

### Semifinali
| Davos 30 dicembre 2013, ore 15:00 UTC+1 | Davos          | 4 – 4 (d.t.s.) (2-1; 1-3; 1-0; 0-0) referto | CSKA Mosca | Vaillant Arena (6.303 spett.) |
| Corvi 4' Danielsson 16' Koistinen 35' Sejna 58' Marcatori 8' Filppula 21' , 30' Radulov 39' Žarkov Koistinen Paulsson R. von Arx Shootout 0 – 1 Radulov Prochorkin Frolov |                |                                             |            |                               |
| |                |                                             |            |                               |
| Corvi 4' Danielsson 16' Koistinen 35' Sejna 58' | Marcatori      | 8' Filppula 21', 30' Radulov 39' Žarkov     |            |                               |
| Koistinen Paulsson R. von Arx | Shootout 0 – 1 | Radulov Prochorkin Frolov                   |            |                               |

| Davos 30 dicembre 2013, ore 20:15 UTC+1 | Genève-Servette | 6 – 5 (2-0; 2-2; 2-3) referto                               | Team Canada | Vaillant Arena (6.303 spett.) |
| Lombardi 3' , 44' Hollenstein 16' Pestoni 24' Jacquemet 29' Vukovic 51' Marcatori 25' Giroux 38' Roche 50' Micflikier 57' Haydar 59' Williams |                 |                                                             |             |                               |
| |                 |                                                             |             |                               |
| Lombardi 3', 44' Hollenstein 16' Pestoni 24' Jacquemet 29' Vukovic 51'                                                                        | Marcatori       | 25' Giroux 38' Roche 50' Micflikier 57' Haydar 59' Williams |             |                               |

### Finale
| Davos 31 dicembre 2013, ore 12:00 UTC+1                                                                  | CSKA Mosca | 3 – 5 (0-2; 1-2; 2-1) referto                               | Genève-Servette | Vaillant Arena (6.303 spett.) |
| Saprykin 39' Frolov 42' Zajcev 57' Marcatori 7' Simek 11' Hollenstein 24' Petrell 37' Romy 59' Daugaviņš |            |                                                             |                 |                               |
| |            |                                                             |                 |                               |
| Saprykin 39' Frolov 42' Zajcev 57'                                                                       | Marcatori  | 7' Simek 11' Hollenstein 24' Petrell 37' Romy 59' Daugaviņš |                 |                               |

## Roster della squadra vincitrice
| Vincitori della Coppa Spengler 2013 Genève-Servette HC | Portieri: Tobias Stephan, Robert Mayer Difensori: Garrett Stafford, Jonathan Mercier, Markus Nordlund, Eliot Antonietti, Christian Marti, Daniel Vukovic, Goran Bezina (C) Attaccanti: Juraj Simek, Matthew Lombardi, Roland Gerber, Arnaud Jacquement, Inti Pestoni, John Fritsche, Christopher Rivera, Lennart Petrell, Kaspars Daugaviņš, Alexandre Picard, Kevin Romy (A), Cody Almond (A), Denis Hollenstein Allenatore: Chris McSorley |

## Riconoscimenti

### All-Star Team
| Attacco:  | Kaspars Daugaviņš – Matthew Lombardi – Aleksandr Radulov |
| Difesa:   | Ville Koistinen – Markus Nordlund                        |
| Portiere: | Tobias Stephan                                           |

### Migliori marcatori
| Giocatore         | Squadra          | PG | Gol | Assist | Punti |
| ----------------- | ---------------- | -- | --- | ------ | ----- |
| Matthew Lombardi  | Ginevra-Servette | 3  | 4   | 4      | 8     |
| Aleksandr Radulov | CSKA Mosca       | 4  | 4   | 3      | 7     |
| Kaspars Daugaviņš | Ginevra-Servette | 4  | 4   | 3      | 7     |
| Byron Ritchie     | Team Canada      | 4  | 3   | 4      | 7     |
| Darren Haydar     | Team Canada      | 4  | 2   | 4      | 6     |
|                   |                  |    |     |        |       |